# ホセ・エスカローナ
- ホセ・エスカローナ
- ホセ・エスカロナ

ホセ・M・エスカローナ（Jose M. Escalona、1986年1月7日 - ）は、ベネズエラのララ州出身のプロ野球選手(投手)。現在は、イタリアンベースボールリーグのリミニ・ベースボールクラブに所属している。

## 経歴

### プロ入りとマリナーズ傘下時代
シアトル・マリナーズとマイナー契約を結び、プロ入りを果たした。
2005年は、傘下ルーキーリーグのベネズエラン・サマーリーグ・マリナーズでプレーした。この年は、12試合(11試合で先発登板)し、3勝4負、防御率1.18、59奪三振を記録した。
2006年は、傘下Aのウィスコンシン・ティンバー・ラトラーズでプレーした。この年は、26試合に先発登板し、7勝12負、防御率4.06、110奪三振を記録した。
オフには、母国ベネズエラのウィンターリーグであるリーガ・ベネソラーナ・デ・ベイスボル・プロフェシオナルに参加し、故郷のカルデナレス・デ・ララでプレーした。ここでは、6試合に登板し、1勝0負、防御率9.82、1奪三振を記録している。
2007年は、傘下アドバンスAのハイデザート・マーベリックスでプレーした。この年は、36試合(15試合で先発)登板し、4勝10負、防御率7.41、77奪三振を記録した。
オフには、前年同様に2年連続でララでプレーした。ここでは、4試合(1試合で先発)登板し、防御率7.94、2奪三振を記録した。
2008年は、まず傘下アドバンスAのハイデザートでプレーした。ここでは、8試合に登板し、0勝0負1セーブ、防御率3.97、10奪三振を記録した。その後、傘下Aのウィスコンシンでプレーした。ここでは、37試合に登板し、3勝3負2セーブ、防御率3.80、50奪三振を記録した。
オフには、前年同様に3年連続でララでプレーした。ここでは、1試合に登板した。
2009年オフには、前年同様に4年連続でララでプレーした。ここでは、18試合(1試合で先発)登板し、3勝1負、防御率5.82、15奪三振を記録した。
2010年オフには、ティブロネス・デ・ラ・グアイラでプレーした。ここでは、16試合に登板し、防御率5.62、1奪三振を記録した。

### ネットゥーノ時代
2011年に、イタリアのプロ野球リーグであるイタリアンベースボールリーグのネットゥーノ・ベースボールクラブと契約を結んだ。
この年は、15試合(10試合で先発)登板し、4勝7負1セーブ、防御率3.49、59奪三振を記録した。しかし、ドーピング違反で2年間の出場停止と罰金1440ユーロの処分を受ける事となった。
オフには、アギラス・デル・スリアでプレーした。ここでは、23試合に登板し、0勝1負、防御率2.63、8奪三振を記録した。

### 出場停止期間中の2年間
2012年オフは、3年振りにララでプレーした。ここでは、17試合に登板し、1勝0負、防御率2.35、12奪三振を記録した。
2013年オフは、2年連続でララでプレーした。ここでは、14試合(2試合で先発)登板し、0勝1負、防御率7.11、15奪三振を記録した。

### リミニ時代
2014年に出場停止処分が解け、リミニ・ベースボールクラブと契約。左のリリーフとして19試合に登板し、3勝1負、防御率1.46、45奪三振を記録した。また、9月1日には、第33回ヨーロッパ野球選手権大会のイタリア代表に選出されたことが発表された。
2015年2月17日に、同僚のマリオ・キアリーニと共に「GLOBAL BASEBALL MATCH 2015 侍ジャパン 対 欧州代表」の欧州代表に選出されたことが発表された。3月10日の第1戦に3番手として登板し、2回を投げている。

## 選手としての特徴
- 祖父が、イタリア人のためイタリア国籍を取得する事が出来たとのこと[8]。

## 詳細情報

### 代表歴
- 2014 イタリアンベースボールウィーク イタリア代表
- 2014年ヨーロッパ野球選手権大会イタリア代表